# Thuiaria trilateralis
Thuiaria trilateralis is een hydroïdpoliep uit de familie Sertulariidae. De poliep komt uit het geslacht Thuiaria. Thuiaria trilateralis werd in 1936 voor het eerst wetenschappelijk beschreven door Fraser. 